# مارتیروس خان داویدخانیان
مارتیروس خان داویدخانیان (ارمنی: Մարտիրոս խան Դավիթխանյան؛ انگلیسی: Martiros Khan Davidkhanian؛ ۱۸۴۳ – ۱۹۰۵) سیاست‌مدار ارمنی‌تبار اهل ایران بود.
وی همچنین برندهٔ جوایزی همچون نشان آنای مقدس (سنت آنا) شده‌است. وی در کلیسای سورپ گئورگ به خاک سپرده شد.